# Headlights (canción de Eminem)
«Headlights» es una canción del rapero estadounidense Eminem, con el cantante estadounidense y vocalista de la banda FUN, Nate Ruess. La decimoquinta pista en su octavo álbum de estudio de The Marshall Mathers LP 2 ( 2013 ), que cuenta con la producción de Emile Haynie, Jeff Bhasker, y el propio Eminem. En la canción, Eminem se disculpa con su madre, Debbie Mathers, por faltarle el respeto a ella en sus canciones anteriores y por mostrar desprecio y resentimiento hacia ella en el pasado. Fue lanzado como el quinto sencillo del álbum el 5 de febrero de 2014. Desde entonces, ha alcanzado su punto máximo en el número 45 en el Billboard Hot 100.

## Antecedentes y composición
Eminem ha tenido una relación difícil con su madre desde la infancia. En su música, Eminem ha tenido un historial de insultos a su madre en varias canciones, incluyendo su sencillo debut, "My Name Is", "My Mom" y sobre todo en "Cleanin' Out My Closet". "Headlights" es una disculpa a su madre por los años de insultos y "su petición de una (o al menos, menos disfuncional) familia unida". El título "Headlights" ("Faros") es una referencia a su último encuentro. Mientras ella se alejaba, él se obsesionó con los faros de su auto mientras lidiaba con sentimientos de "tristeza abrumadora". En la canción, Eminem hace referencia a algunos incidentes de su difícil relación, siendo expulsado de la casa en Nochebuena, luchas constantes, y el traslado de su hermano menor Nathan a un hogar de acogida. También lamenta que nunca haya dejado que su madre se involucrara en la vida de sus hijos. En la canción él reconoce que su madre sufrió injustamente el peso de la culpa de su crianza dura e incluso le da crédito por sus esfuerzos para criarlo como madre soltera. Eminem admite que él permanece separado de su madre al día de hoy. También afirma que él se estremece cuando oye "Cleanin' Out My Closet" en la radio y ya no lo canta en los conciertos.
En una entrevista con Sway Calloway, Eminem declaró que, "todo lo que [él] quería agregar" en lo que respecta a su madre está en "Headlights" y que probablemente no va a hablar sobre el tema fuera de esa canción en particular. También le dijo a Zane Lowe que "Fue una de esas cosas que me ha molestado un poco. Fue una de esas cosas que necesitaba sacar de mi pecho. Así que no tengo nada para elaborar o ampliar en esa canción además de todo lo que tenía que decir, lo pongo en esa canción".

## Grabación
"Headlights" fue producido por Emile y Jeff Bhasker, con producción adicional de Eminem, con teclados adicionales por Luis Resto. La canción fue escrita por Marshall Mathers, Nate Ruess, Emile Haynie, Jeff Bhasker, y Luis Resto. Grabación de la canción se hizo en Efigie Studios en Ferndale, Michigan por Mike Strange, Joe Strange y Tony Campana. El estribillo de la canción es cantado por el cantante de la banda estadounidense FUN , Nate Ruess.

## Recepción de la crítica
"Headlights" fue recibida con críticas generalmente positivas de los críticos de música. Julie Leconte de Now, dijo: "El genio de la pista parcialmente se encuentra en la tensión anticipatoria crea en el oyente Em ama ponernos con el sentimentalismo falso, entonces reímos cuando estamos engañados. Pero en 'Headlights' el zapato nunca cae,.. dejándonos muy triste idea de su no-relación".Colin McGuire de PopMatters dijo que la canción" nos da muy posiblemente el momento más emotivo Em nunca ha puesto en cera ". Cabina de DJ declaró que "a pesar de que el gancho de 'Headlights', por Fun Nate Ruess, es amplio y luminoso exactamente donde debería haber sido profundo, las letras crudas y aplastantemente emocionales de Eminem, especialmente los que ponen fin a su disputa en ejecución con su madre, son más que suficientemente potente como para hacer "Headlights" notable ".Andy Gill de The Independent también elogió la pista, que calificó de "casi escandalosamente disculpa carta de amor a la madre que una vez denigrar tan brutalmente". Edna Gundersen del USA Today declaró que "se trata de una confesión admirable".

## Videoclip
El video musical fue filmado en Detroit, Míchigan el 5 de abril de 2014, y dirigida por el afamado director de cine Spike Lee. Fue lanzado el 11 de mayo de 2014, Día de la Madre en Estados Unidos. El video toma una mirada no cronológica en la turbulenta relación desde la perspectiva de su madre.

## Posicionamiento en listas

### Listas Semanales
| Lista (2013–2014)                                | Máxima posición |
| ------------------------------------------------ | --------------- |
| Australia (ARIA)                                 | 21              |
| Australia Urban (ARIA)                           | 4               |
| Bélgica (Flandes) (Ultratip Bubbling Under)      | 64              |
| Canadá (Canadian Hot 100)                        | 54              |
| Irlanda (IRMA)                                   | 60              |
| Reino Unido UK Singles (Official Charts Company) | 63              |
| Reino Unido (UK R&B Chart)                       | 9               |
| Estados Unidos (Billboard Hot 100)               | 45              |
| Estados Unidos (Hot R&B/Hip-Hop Songs)           | 11              |
| Estados Unidos (Hot Rap Songs)                   | 5               |
| Estados Unidos (Mainstream Top 40)               | 25              |

## Historial de Lanzamiento
| País           | Fecha                | Formato                     | Sello Discográfico           |
| -------------- | -------------------- | --------------------------- | ---------------------------- |
| Australia      | 5 de febrero de 2014 | Contemporary hit radio      | Universal Music              |
| United States  | 4 de marzo de 2014   | Rhythmic contemporary radio | Aftermath, Shady, Interscope |
| United States  | 4 de marzo de 2014   | Contemporary hit radio      | Aftermath, Shady, Interscope |
| Italy          | 11 de abril de 2014  | Contemporary hit radio      | Aftermath, Interscope        |
| United Kingdom | 19 de mayo de 2014   | Contemporary hit radio      | Aftermath, Interscope        |